# Tournoi des Six Nations des moins de 20 ans
Pour les articles homonymes, voir Tournoi des Six Nations (homonymie).
Le Tournoi des Six Nations des moins de 20 ans est une compétition de rugby à XV entre les équipes nationales réunissant des joueurs de rugby de moins de 20 ans de six pays européens.

## Historique
La catégorie des moins de 20 ans du Tournoi des Six Nations est créée en 2008, remplaçant les tournois des moins de 21 ans et des moins de 19 ans à la suite de la décision de l'IRB en 2007 de restructurer les compétitions internationales juniors. 
Les Anglais réalisent le Grand Chelem pour le tournoi inaugural de 2008.
Le Tournoi 2009 se déroule en février et en mars 2009. L'équipe de France l'emporte avec autant de victoires que l'Irlande mais avec une meilleure différence de points. Sa défaite contre l'Irlande lors de la première journée du tournoi l'empêche de réaliser le Grand Chelem.
En 2020, alors que plusieurs rencontres doivent tout d'abord être reportées à la suite de la pandémie de Covid-19, la tenue de ces dernières est finalement abandonnée : aucun champion n'est alors désigné pour cette édition du Tournoi.
En juin et juillet 2022, en l'absence du Championnat du monde junior pour la troisième année consécutive à cause de la pandémie de Covid-19, les six équipes participantes du Tournoi des Six Nations des moins de 20 ans, ainsi que l'Afrique du Sud et la Géorgie qui sont invitées, participent aux Six Nations Summer Series des moins de 20 ans organisée par le Comité des Six Nations.

## Identité visuelle

Logo de 2021 à 2022.
Logo instauré à partir de l'édition 2023.

## Les équipes
| - Angleterre -20 - Écosse -20 - France -20 | - Italie -20 - Irlande -20 - Pays de Galles -20 |

## Participation

### Palmarès
| Édition | Vainqueur                                                      | 2e                                                             | 3e                                                             | 4e                                                             | 5e                                                             | 6e                                                             |
| ------- | -------------------------------------------------------------- | -------------------------------------------------------------- | -------------------------------------------------------------- | -------------------------------------------------------------- | -------------------------------------------------------------- | -------------------------------------------------------------- |
| 2008    | Angleterre (GC)                                                | Galles                                                         | France                                                         | Irlande                                                        | Italie                                                         | Écosse (CB)                                                    |
| 2009    | France                                                         | Irlande                                                        | Angleterre                                                     | Écosse                                                         | Galles                                                         | Italie (CB)                                                    |
| 2010    | Irlande                                                        | Angleterre                                                     | Galles                                                         | France                                                         | Écosse                                                         | Italie (CB)                                                    |
| 2011    | Angleterre (GC)                                                | France                                                         | Galles                                                         | Irlande                                                        | Italie                                                         | Écosse (CB)                                                    |
| 2012    | Angleterre                                                     | France                                                         | Irlande                                                        | Galles                                                         | Écosse                                                         | Italie (CB)                                                    |
| 2013    | Angleterre                                                     | Galles                                                         | Irlande                                                        | Écosse                                                         | France                                                         | Italie                                                         |
| 2014    | France (GC)                                                    | Angleterre                                                     | Galles                                                         | Irlande                                                        | Italie                                                         | Écosse (CB)                                                    |
| 2015    | Angleterre                                                     | France                                                         | Écosse                                                         | Galles                                                         | Irlande                                                        | Italie (CB)                                                    |
| 2016    | Galles (GC)                                                    | France                                                         | Irlande                                                        | Écosse                                                         | Angleterre                                                     | Italie (CB)                                                    |
| 2017    | Angleterre (GC)                                                | France                                                         | Irlande                                                        | Galles                                                         | Écosse                                                         | Italie (CB)                                                    |
| 2018    | France                                                         | Angleterre                                                     | Irlande                                                        | Italie                                                         | Galles                                                         | Écosse                                                         |
| 2019    | Irlande (GC)                                                   | France                                                         | Angleterre                                                     | Galles                                                         | Italie                                                         | Écosse                                                         |
| 2020    | Fin de l'édition annulée en raison de la pandémie de Covid-19. | Fin de l'édition annulée en raison de la pandémie de Covid-19. | Fin de l'édition annulée en raison de la pandémie de Covid-19. | Fin de l'édition annulée en raison de la pandémie de Covid-19. | Fin de l'édition annulée en raison de la pandémie de Covid-19. | Fin de l'édition annulée en raison de la pandémie de Covid-19. |
| 2021    | Angleterre (GC)                                                | France                                                         | Irlande                                                        | Galles                                                         | Italie                                                         | Écosse (CB)                                                    |
| 2022    | Irlande (GC)                                                   | France                                                         | Angleterre                                                     | Italie                                                         | Galles                                                         | Écosse (CB)                                                    |
| 2023    | Irlande (GC)                                                   | France                                                         | Italie                                                         | Angleterre                                                     | Écosse                                                         | Galles (CB)                                                    |
| 2024    | Angleterre                                                     | Irlande                                                        | France                                                         | Italie                                                         | Galles                                                         | Écosse (CB)                                                    |
| 2025    | France                                                         | Angleterre                                                     | Galles                                                         | Italie                                                         | Écosse                                                         | Irlande                                                        |

GC : Grand Chelem (cinq victoires)

CB : Cuillère de bois (cinq défaites)

### Bilan
| Nation             | Tournois disputés | Victoires | Grands Chelems | Cuillère de bois |
| ------------------ | ----------------- | --------- | -------------- | ---------------- |
| Angleterre -20     | 18                | 8         | 4              | 0                |
| Irlande -20        | 18                | 4         | 3              | 0                |
| France -20         | 18                | 4         | 1              | 0                |
| Pays de Galles -20 | 18                | 1         | 1              | 1                |
| Écosse -20         | 18                | 0         | 0              | 6                |
| Italie -20         | 18                | 0         | 0              | 6                |